# Мартін Барр
Мартін Ланселот Барр (англ. Martin Lancelot Barre, 17 листопада 1946; Kings Heath, Бірмінгем, Вест-Мідлендс, Англія) - британський рок-музикант.
Найбільш відомий як гітарист групи Jethro Tull, що грав в ній з 1969 по 2011. Він взяв участь у записі всіх її альбомів крім самого першого - This Was. Його стиль є сумішшю блюзу в стилі Джеффа Бека і Еріка Клептона
з бароковими елементами прогресивного року почала 1970-х і традиційних європейських звуків народної музики. Крім гітари він грав на саксофоні, флейті та інших інструментах. Випустив чотири сольні альбоми.
В кінці 2011 року Мартін Барр заявив, що, принаймні, на два роки залишає Jethro Tull. У 2012 він гастролював з новою групою під назвою "New Day", в якій грав ще один колишній учасник Jethro Tull - Джонатан Нойз. У 2013 році склад групи змінився. Основу випущених дисків і гастрольних виступів складають композиції Jethro Tull.

## Сольна дискографія
- 1992 — A Summer Band
- 1994 — A Trick of Memory
- 1996 — The Meeting
- 2003 — Stage Left
- 2013 — Away with Words
- 2014 — Order Of Play
- 2015 — Back to Steel